# Me he de comer esa tuna
Me he de comer esa tuna es una película de comedia ranchera mexicana de 1945, producida, escrita y dirigida por Miguel Zacarías y protagonizada por Jorge Negrete y María Elena Marqués.

## Argumento
En la zona rural de México, un joven compite con su mejor amigo de la escuela por el amor de una niña cuyo matrimonio ha sido arreglado por sus padres.

## Reparto
- Jorge Negrete como Rafael Landero.[2]
- Antonio Badú como Ernesto Solana.
- María Elena Marqués como Carmen Santoyo.
- Enrique Herrera como el Padre Domingo, conocido como El Becerro.
- Armando Soto La Marina como el Chicote.
- Julio Ahuet como Pánfilo.
- Amanda del Llano como Adelita.
- Mimí Derba como doña Rosaura.

## Reconocimientos
- En 1946 tuvo una nominación al Premio Ariel: Premio Ariel a mejor coactuación masculina con Antonio Badú.